# 谭邦林
谭邦林（1965年8月—），男，中华人民共和国外交官，曾任中华人民共和国驻埃尔比勒总领事和中华人民共和国驻吉达总领事。

## 生平
1987年，进入中华人民共和国外交部工作，先后在驻利比亚大使馆、外交部西亚北非司、驻科威特大使馆、驻苏丹大使馆、驻阿联酋大使馆、驻叙利亚大使馆、驻巴林大使馆任职。2005年，任驻伊拉克大使馆参赞。2006年，任驻黎巴嫩大使馆参赞。2010年，任外交部西亚北非司参赞。2012年，挂职新疆维吾尔自治区人民政府外事办公室副主任。2014年10月，出任中华人民共和国驻埃尔比勒总领事。2018年4月，出任中华人民共和国驻吉达总领事。2023年1月，自驻吉达总领事离任。

## 家庭
已婚，有一子。